# Cucullia lychnitis
Cucullia lychnitis (synoniem: Shargacucullia lychnitis) een vlinder uit de familie van de uilen (Noctuidae). De wetenschappelijke naam werd gepubliceerd in 1833 door Rambur.
De soort komt voor in Europa.